# Carsten Fischer
Carsten „Calle“ Fischer (* 29. August 1961 in Duisburg) ist ein ehemaliger deutscher Hockeyspieler. Fischer wurde mit der deutschen Hockeynationalmannschaft 1992 Olympiasieger und war deutscher Rekordnationalspieler, bis er von Christian Mayerhöfer abgelöst wurde.

## Leben
Fischer begann als Sechsjähriger beim deutschen Rekordmeister HTC Uhlenhorst Mülheim. 1981 wurde er mit der deutschen Junioren-Nationalmannschaft Europameister, 1982 Weltmeister. In den Jahren 1984 in Los Angeles und 1988 in Seoul war er Mitglied der deutschen Nationalmannschaft, die bei den Olympischen Spielen jeweils Silber gewann. Fischer, der 1991 infolge einer schweren Diabetes (Typ-1-Diabetiker) seine Haare verlor, führte das deutsche Hockeyteam bei den Olympischen Spielen 1992 in Barcelona zum Gewinn der Goldmedaille. Nachdem der Libero bereits zurückgetreten war, feierte er im September 1995 sein Comeback und nahm 1996 an seinen vierten Olympischen Spielen teil, wo die deutsche Mannschaft allerdings nur den vierten Rang belegte. 
Darüber hinaus wurde er 1991 Europameister und 1988 bis 1995 achtmal hintereinander Europacupsieger der Landesmeister mit dem HTC Uhlenhorst Mülheim. Dieser Rekord wurde bis heute nicht eingestellt. Carsten Fischer ist Deutschlands erfolgreichster Hockeyspieler und war mit 154 Toren in 259 Länderspielen auch Rekordtorschütze, bis er von Björn Michel abgelöst wurde.
Fischer wurde 2001 von einer Jury unter Vorsitz von Franz Beckenbauer mit dem Georg von Opel-Preis ausgezeichnet. Der DHB-Präsident Christoph Wüterich hatte Fischer aufgrund seines Einsatzes für die Diabetes-Aufklärung für diese Auszeichnung vorgeschlagen.
Carsten Fischer ist heute als Oberarzt für Orthopädie und Unfallchirurgie am Elisabeth-Krankenhaus in Dorsten tätig. Nachdem er während seiner aktiven Laufbahn keine Zeit für die Dissertation gefunden hatte, wurde ihm im April 2010 nach dreijähriger Anstrengung neben der Arbeit im Klinikalltag der Doktortitel der Medizin von der Universität Hamburg verliehen.